# Macrosphenidae
Macrosphenidae (Bülbülgrasmücken und Sylviettas) ist eine Singvogelfamilie, die 1983 vom deutschen Ornithologen Hans Edmund Wolters aufgestellt wurde. Die meisten Arten gehörten früher zur Familie der Grasmückenartigen (Sylviidae) und eine Art – der Klippensänger (Achaetops pycnopygius) – zur Familie der Timalien (Timaliidae). Eine Reihe von Molekularstudien über die Familie der Grasmückenartigen und andere Vogelfamilien der Überfamilie Sylvioidea, die unter anderem die Lerchen, Schwalben und Timalien umfasst, hat ergeben, dass die Arten der Familie Macrosphenidae nicht näher mit den Vertretern der Familie Sylviidae verwandt sind, sondern einen frühen Nebenzweig der gesamten Überfamilie Sylvioidea darstellen.

## Merkmale
Die Körpergröße variiert von 8 cm bei der Gattung Sylvietta bis 23 cm beim Kapgrassänger (Sphenoeacus afer). Mit einem Gewicht von 29 bis 40 g ist der Bartgrassänger (Melocichla mentalis) die schwerste Art dieser Familie. Hinsichtlich des Habitus gibt es beträchtliche Unterschiede zwischen den Gattungen. So haben der Kapgrassänger, der Bartgrassänger und der Dickichtbuschsänger (Cryptillas victorini) lange, abgestufte Schwänze, während die Sylvietta-Arten Stummelschwänze haben, die kaum unter den Schwanzdecken und den zusammengefalteten Flügeln hinausragen.

## Lebensraum
Die Vertreter der Familie Macrosphenidae bewohnen eine Vielzahl von Lebensräumen südlich der Sahara. Diese umfassen primäre Regenwälder, Waldränder und offenes Waldland für die Bülbülgrasmücken (Macrosphenus), bewaldete Savanne und trockenes Buschland für die Sylvietta-Arten, Fels- und Geröllgelände für den Klippensänger sowie Grasland für den Kapgrassänger und den Bartgrassänger. Es sind überwiegend Standvögel, jedoch unternehmen der Bartgrassänger und die Braunbauchsylvietta (Sylvietta brachyura) während der Regenzeit örtliche Wanderungen im westlichen Afrika.

## Lebensweise
Alle Vertreter dieser Familie sind Insektenfresser. Die Bülbülgrasmücken und Sylviettas gehen im Blätterdach und in den Büschen auf Nahrungssuche. Dabei sind sie einzeln, paarweise oder in kleinen Gruppen zu beobachten. Die anderen Arten sind eher Bodenbewohner. Kommen zwei Arten sympatrisch vor, wie beispielsweise die Rotzügelsylvietta und die Langschnabelsylvietta, so kommt es zu einer Trennung der Nahrungsnischen. Hierbei geht eine Art im Blätterdach auf Nahrungssuche, wohingegen die andere Art in den unteren Bereichen der Büsche und Bäume anzutreffen ist. Sowohl Bülbülgrasmücken als auch die Sylviettas sind mit anderen Vogelarten vergesellschaftet.
Die Brutzeit ist jahreszeitlich bedingt und fällt in der Regel mit dem Ende der Trockenzeit und dem Beginn der Regenzeit zusammen. Bei Arten mit einem großen Verbreitungsgebiet kann das zu erheblichen Schwankungen hinsichtlich des genauen Zeitpunktes führen. Bei vielen Arten gibt es nur wenige Informationen über das Brutverhalten, jedoch sind die Arten, über die Studien durchgeführt wurden, monogam und reviertreu. Der Nestbau variiert innerhalb der Familie. Die Sylviettas bauen tiefe taschenförmige Nester, die an Zweigen hängen, während der Dickichtbuschsänger, der Kapgrassänger und der Bartgrassänger aus Gras verwebte napf-artige Nester konstruieren.

## Status und Schutz
Die Mehrheit dieser Familie wird als ziemlich sicher betrachtet und von der IUCN in die Kategorie „nicht gefährdet“ (least concern) gelistet. Die Angola-Bülbülgrasmücke (Macrosphenus pulitzeri) gilt als „stark gefährdet“ (endangered). Diese Art ist in den Wäldern an den Steilhängen im westlichen Angola endemisch. Die Bedrohung geht durch Waldrodungen und durch die Brandrodung zur Gewinnung von landwirtschaftlich genutzten Flächen aus. Vermutlich überleben weniger als tausend Exemplare bei einer weiter abnehmenden Tendenz. Ein weiteres Taxon, das wahlweise als Art oder Unterart betrachtet wird, ist die Lendusylvietta (Sylvietta (leucophrys) chapini). Sie ist ein Endemit des Lendu-Plateaus in der Demokratischen Republik Kongo und wurde zum letzten Mal im Jahr 1942 gesichtet. Besuche in dieser Region sind aufgrund von Konflikten zwischen verfeindeten Gruppen nicht möglich, jedoch könnte dieses Taxon bereits ausgestorben sein.

## Gattungen und Arten

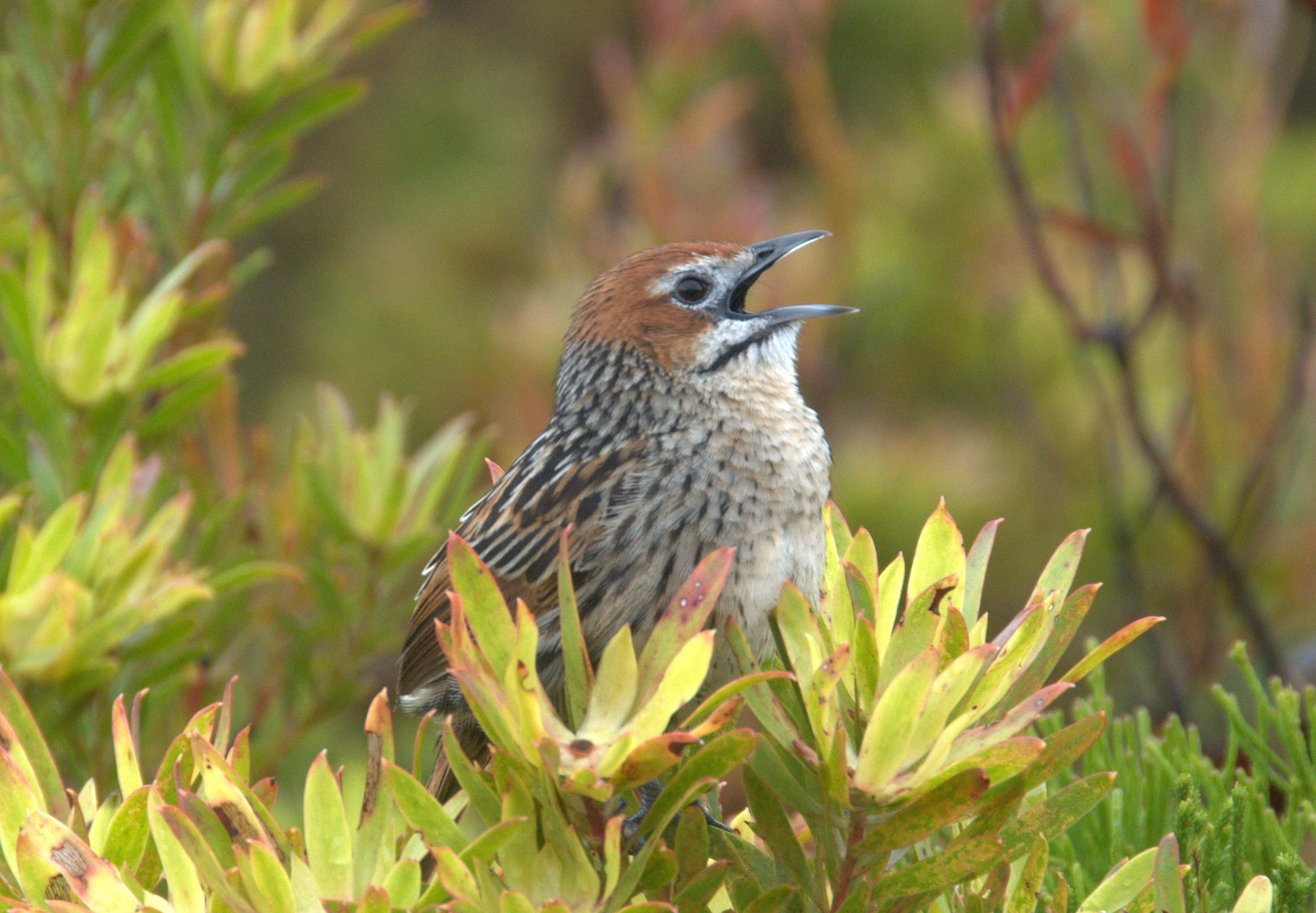
Kapgrassänger

Es werden sechs Gattungen mit 20 Arten unterschieden:
- Gattung Sylvietta – Sylviettas
  - Grünmantelsylvietta (Sylvietta virens) Verbreitung: Gambia, Senegal, Mali, Guinea, Liberia, Nigeria.
  - Gelbsteißsylvietta (Sylvietta denti) Verbreitung: Guinea, Sierra Leone, Elfenbeinküste, Ghana und Nigeria.
  - Weißbrauensylvietta (Sylvietta leucophrys) Verbreitung: Demokratische Republik Kongo, Uganda, Ruanda, Burundi, Tansania, Kenia.
  - Lendusylvietta (Sylvietta chapini) – wahlweise als Unterart der Weißbrauensylvietta aufgefasst. Verbreitung: Lendu-Plateau in der Demokratischen Republik Kongo. Nur von drei Exemplaren bekannt, die 1941 und 1942 gesammelt wurden. Möglicherweise ausgestorben.
  - Braunbauchsylvietta (Sylvietta brachyura) Verbreitung: Mauretanien, Sierra Leone, Mali, Elfenbeinküste, Niger, Nigeria, Kamerun, Zentralafrikanische Republik, Tschad, Sudan, Eritrea, Guinea, Ghana, Togo, Benin, Demokratische Republik Kongo, Uganda, Kenia, Tansania, Äthiopien, Somalia.
  - Kurzschnabelsylvietta (Sylvietta philippae) Verbreitung: Somalia, Äthiopien
  - Rotohrsylvietta (Sylvietta ruficapilla) Verbreitung: Volksrepublik Kongo, Demokratische Republik Kongo, Gabun, Angola, Sambia, Malawi und Mosambik.
  - Rotzügelsylvietta (Sylvietta whytii) Verbreitung: Äthiopien, Sudan, Uganda, Kenia, Ruanda, Burundi, Tansania, Malawi, Mosambik, Zimbabwe.
  - Isabellsylvietta (Sylvietta isabellina) Verbreitung: Äthiopien, Somalia, Kenia.
  - Langschnabelsylvietta (Sylvietta rufescens) Verbreitung: Angola, Demokratische Republik Kongo, Burundi, Sambia, Malawi, Namibia, Botswana, Zimbabwe, Südafrika.
  - Sylvietta leucopsis – zeitweise als Unterart der Braunbauchsylvietta aufgefasst. Verbreitung: Äthiopien, Sudan, Djibouti, Somalia, Kenia und Tansania.
- Gattung Melocichla
  - Bartgrassänger (Melocichla mentalis) Verbreitung: Senegal, Liberia, Zentralafrikanische Republik, Demokratische Republik Kongo, Gabun, Angola, Sambia, Sudan, Äthiopien, Uganda, Kenia, Tansania, Zimbabwe, Mosambik.
- Gattung Achaetops
  - Klippensänger (Achaetops pycnopygius) Verbreitung: Angola, Namibia.
- Gattung Sphenoeacus
  - Kapgrassänger (Sphenoeacus afer) Verbreitung: Zimbabwe, Mosambik, Südafrika, Eswatini, Lesotho.
- Gattung Cryptillas
  - Dickichtbuschsänger (Cryptillas victorini) – ursprünglich zur Gattung Bradypterus gehörig. Verbreitung: Westkap und Ostkap, Südafrika.
- Gattung Macrosphenus – Bülbülgrasmücken
  - Rostflanken-Bülbülgrasmücke (Macrosphenus kempi) Verbreitung: Sierra, Guinea, Liberia, Elfenbeinküste, Ghana, Nigeria, Kamerun.
  - Gelbbauch-Bülbülgrasmücke (Macrosphenus flavicans) Verbreitung: Nigeria, Bioko, Kamerun, Angola, Zentralafrikanische Republik, Sudan, Demokratische Republik Kongo, Uganda, Tansania.
  - Einfarb-Bülbülgrasmücke (Macrosphenus concolor) Verbreitung: Sierra Leone, Guinea, Liberia, Ghana, Kamerun, Bioko, Volksrepublik Kongo, Demokratische Republik Kongo, Zentralafrikanische Republik, Uganda, Angola.
  - Angola-Bülbülgrasmücke (Macrosphenus pulitzeri) Verbreitung: Angola.
  - Suaheli-Bülbülgrasmücke (Macrosphenus kretschmeri) Verbreitung: Tansania, Mosambik.